# Bulbophyllum ignevenosum
Bulbophyllum ignevenosum är en orkidéart som beskrevs av Cedric Errol Carr. Bulbophyllum ignevenosum ingår i släktet Bulbophyllum och familjen orkidéer. Inga underarter finns listade i Catalogue of Life.